# Fågelås församling
Fågelås församling är en församling i Billings kontrakt i Skara stift. Församlingen ligger i Hjo kommun i Västra Götalands län och ingår i Hjo pastorat. 

## Administrativ historik
Församlingen återbildades 2006 genom sammanslagning av Norra Fågelås församling och Södra Fågelås församling och är sedan dess annexförsamling i pastoratet Hjo, Mofalla, Fågelås och Korsberga-Fridene (före 2010 Korsberga och Fridene församlingar).

## Kyrkor
- Norra Fågelås kyrka.
- Södra Fågelås kyrka